# اندری میخالچوک
اندری میخالچوک (اوکراینی: Андрій Міхальчук؛ زادهٔ ۳ نوامبر ۱۹۶۷) بازیکن فوتبال اهل لهستان است.
از باشگاه‌هایی که در آن بازی کرده‌است می‌توان به باشگاه فوتبال آق‌تپه، باشگاه فوتبال ویدزف ووچ، و باشگاه فوتبال دینامو کی‌یف اشاره کرد.
وی همچنین در تیم ملی فوتبال Ukrainian SSR Youth team بازی کرده‌است.